# Sylvain Lévesque
Pour les articles homonymes, voir Lévesque.
Sylvain Lévesque, né le 30 novembre 1973 à Lac-Mégantic, est un homme politique québécois. 
Il est député à l'Assemblée nationale du Québec de la circonscription de Vanier-Les Rivières de 2012 à 2014 et de Chauveau depuis 2018 sous la bannière de la Coalition avenir Québec.

## Biographie
Né le 30 novembre 1973 à Lac-Mégantic, Sylvain Lévesque est, au début des années 2000, militant au Parti québécois (PQ) et au Bloc québécois, en étant notamment vice-président, Forum jeunesse de la région de la Capitale-Nationale de 2000 à 2002. 
À la suite de la démission du ministre libéral Marc Bellemare, Sylvain Lévesque est désigné comme le candidat péquiste pour l'élection partielle de Vanier le 20 septembre 2004. Alors que le PQ mené par Bernard Landry aspire à l'emporter, Sylvain Lévesque s'incline en troisième position avec seulement 22 % des votes alors que l'Action démocratique du Québec, représentée par Sylvain Légaré, récolte près de 47 %. Lors de l'élection générale de 2007, Sylvain Lévesque est de retour au côté d'André Boisclair. Il conserve la troisième position dans Vanier avec un faible 19 %. 
Lors des élections du 4 septembre 2012, il est élu député à l'Assemblée nationale du Québec sous la bannière de la caquiste, représentant la circonscription de Vanier-Les Rivières. Il est le porte-parole du deuxième groupe d’opposition en matière d'emploi et de solidarité sociale du 21 septembre 2012 au 5 mars 2014 et il est député parrain de la Commission de la relève de la coalition avenir Québec.
Aux élections de 2014, Sylvain Lévesque est défait par le libéral Patrick Huot, qu'il avait battu en 2012. Lors des élections générales québécoises de 2018, il est élu député de Chauveau pour la Coalition avenir Québec. Il est réélu en 2022 alors qu'il défait le chef du Parti conservateur du Québec, Éric Duhaime. Durant cette élection, il reçoit des menaces et l'auteur des images menaçantes est arrêté,.

## Résultats électoraux
|                                                                                               | Nom                        | Parti              | Nombre de voix | %      | Maj.  |
| --------------------------------------------------------------------------------------------- | -------------------------- | ------------------ | -------------- | ------ | ----- |
|                                                                                               | Sylvain Lévesque (sortant) | Coalition avenir   | 20 292         | 46,8 % | 6 498 |
|                                                                                               | Éric Duhaime               | Conservateur       | 13 794         | 31,8 % | -     |
|                                                                                               | Jimena Ruiz Aragon         | Québec solidaire   | 3 816          | 8,8 %  | -     |
|                                                                                               | Charles-Hubert Riverin     | Parti québécois    | 3 307          | 7,6 %  | -     |
|                                                                                               | Igor Pivovar               | Libéral            | 1 651          | 3,8 %  | -     |
|                                                                                               | Renaud Blais               | Parti nul          | 213            | 0,5 %  | -     |
|                                                                                               | Christine Lepage           | Climat Québec      | 201            | 0,5 %  | -     |
|                                                                                               | Nicolas Bouffard-Savoie    | Équipe autonomiste | 44             | 0,1 %  | -     |
| Total                                                                                         | Total                      | Total              | 43 318         | 100 %  |       |
| Le taux de participation lors de l'élection était de 75,7 % et 619 bulletins ont été rejetés. |                            |                    |                |        |       |

|                                                                                               | Nom                           | Parti            | Nombre de voix | %      | Maj.  |
| --------------------------------------------------------------------------------------------- | ----------------------------- | ---------------- | -------------- | ------ | ----- |
|                                                                                               | Sylvain Lévesque              | Coalition avenir | 18 424         | 47,1 % | 9 627 |
|                                                                                               | Véronyque Tremblay (sortante) | Libéral          | 8 797          | 22,5 % | -     |
|                                                                                               | Francis Lajoie                | Québec solidaire | 4 052          | 10,4 % | -     |
|                                                                                               | Jonathan Gagnon               | Parti québécois  | 3 603          | 9,2 %  | -     |
|                                                                                               | Adrien D. Pouliot             | Conservateur     | 3 371          | 8,6 %  | -     |
|                                                                                               | Sabir Isufi                   | Vert             | 613            | 1,6 %  | -     |
|                                                                                               | Mona Belleau                  | NPD Québec       | 286            | 0,7 %  | -     |
| Total                                                                                         | Total                         | Total            | 39 146         | 100 %  |       |
| Le taux de participation lors de l'élection était de 70,8 % et 787 bulletins ont été rejetés. |                               |                  |                |        |       |

|                                                                                               | Nom                        | Parti            | Nombre de voix | %      | Maj.  |
| --------------------------------------------------------------------------------------------- | -------------------------- | ---------------- | -------------- | ------ | ----- |
|                                                                                               | Patrick Huot               | Libéral          | 18 398         | 43,6 % | 3 863 |
|                                                                                               | Sylvain Lévesque (sortant) | Coalition avenir | 14 535         | 34,5 % | -     |
|                                                                                               | Marc Dean                  | Parti québécois  | 6 337          | 15 %   | -     |
|                                                                                               | Monique Voisine            | Québec solidaire | 1 920          | 4,6 %  | -     |
|                                                                                               | Jean-Alex Martin           | Conservateur     | 564            | 1,3 %  | -     |
|                                                                                               | Mathieu Fillion            | Option nationale | 400            | 0,9 %  | -     |
| Total                                                                                         | Total                      | Total            | 42 154         | 100 %  |       |
| Le taux de participation lors de l'élection était de 75,7 % et 539 bulletins ont été rejetés. |                            |                  |                |        |       |

|                                                                                               | Nom                    | Parti              | Nombre de voix | %      | Maj.  |
| --------------------------------------------------------------------------------------------- | ---------------------- | ------------------ | -------------- | ------ | ----- |
|                                                                                               | Sylvain Lévesque       | Coalition avenir   | 16 333         | 37,9 % | 1 331 |
|                                                                                               | Patrick Huot (sortant) | Libéral            | 15 002         | 34,8 % | -     |
|                                                                                               | Marc Dean              | Parti québécois    | 8 038          | 18,7 % | -     |
|                                                                                               | Monique Voisine        | Québec solidaire   | 1 371          | 3,2 %  | -     |
|                                                                                               | Mathieu Fillion        | Option nationale   | 924            | 2,1 %  | -     |
|                                                                                               | Jean Cloutier          | Vert               | 569            | 1,3 %  | -     |
|                                                                                               | Daniel Brisson         | Conservateur       | 362            | 0,8 %  | -     |
|                                                                                               | Carl Côté              | Indépendant        | 322            | 0,7 %  | -     |
|                                                                                               | Jean-François Morency  | Équipe autonomiste | 146            | 0,3 %  | -     |
| Total                                                                                         | Total                  | Total              | 43 067         | 100 %  |       |
| Le taux de participation lors de l'élection était de 78,7 % et 503 bulletins ont été rejetés. |                        |                    |                |        |       |

|                                                                                               | Nom                      | Parti                 | Nombre de voix | %      | Maj.   |
| --------------------------------------------------------------------------------------------- | ------------------------ | --------------------- | -------------- | ------ | ------ |
|                                                                                               | Sylvain Légaré (sortant) | Action démocratique   | 20 699         | 51,4 % | 10 966 |
|                                                                                               | Jean-Claude l'Abbée      | Libéral               | 9 733          | 24,2 % | -      |
|                                                                                               | Sylvain Lévesque         | Parti québécois       | 7 694          | 19,1 % | -      |
|                                                                                               | Lucien Gravelle          | Vert                  | 1 149          | 2,9 %  | -      |
|                                                                                               | Marie Dionne             | Québec solidaire      | 859            | 2,1 %  | -      |
|                                                                                               | Louis Casgrain           | Démocratie chrétienne | 103            | 0,3 %  | -      |
| Total                                                                                         | Total                    | Total                 | 40 237         | 100 %  |        |
| Le taux de participation lors de l'élection était de 76,4 % et 358 bulletins ont été rejetés. |                          |                       |                |        |        |

|                                                                                               | Nom                | Parti                 | Nombre de voix | %      | Maj.  |
| --------------------------------------------------------------------------------------------- | ------------------ | --------------------- | -------------- | ------ | ----- |
|                                                                                               | Sylvain Légaré     | Action démocratique   | 11 164         | 46,8 % | 4 500 |
|                                                                                               | Michel Beaudoin    | Libéral               | 6 664          | 27,9 % | -     |
|                                                                                               | Sylvain Lévesque   | Parti québécois       | 5 243          | 22 %   | -     |
|                                                                                               | Yonnel Bonaventure | Vert                  | 290            | 1,2 %  | -     |
|                                                                                               | Monique Voisine    | UFP                   | 155            | 0,6 %  | -     |
|                                                                                               | Paul Biron         | Démocratie chrétienne | 112            | 0,5 %  | -     |
|                                                                                               | Karine Cyr         | Bloc pot              | 100            | 0,4 %  | -     |
|                                                                                               | André Hamel        | Indépendant           | 71             | 0,3 %  | -     |
|                                                                                               | Claude Gagnon      | Indépendant           | 65             | 0,3 %  | -     |
| Total                                                                                         | Total              | Total                 | 23 864         | 100 %  |       |
| Le taux de participation lors de l'élection était de 47,6 % et 173 bulletins ont été rejetés. |                    |                       |                |        |       |